# 菊池弘泰
菊池 弘泰（きくち　こうたい、1906年（明治39年）2月25日 ‐ 1976年（昭和51年）10月16日）は、日本の昭和期のボクシング功労者。本名は菊池 弘城。財団法人日本ボクシングコミッション（JBC）初代事務局長。世界ボクシング協会（WBA）および世界ボクシング評議会（WBC）の実行委員を務めた。明治大学理事。

## 来歴
1906年（明治39年）、大分県に生まれる。明治大学商学部に進学する。在学中は柔道部に所属。この時、師事した末永節の紹介で早稲田大学柔道部の田邊宗英と知り合う。1931年（昭和6年）、明治大学を卒業。
1935年（昭和10年）、田邊が創刊して社主を務める新橋の国報新聞社に入り、編集局長を務めた。
1941年（昭和16年）、大政翼賛会に入り、太平洋戦争敗戦当時は団体局地方部副部長であった。
戦後後楽園スタヂアム嘱託となった。
1952年（昭和27年）、田邊宗英が日本ボクシングコミッション初代コミッショナーになると同時に事務局長に就任する。田邊が菊池を事務局長としたのは、その明晰な頭脳と度胸を買ってのことで、東京都港区芝田村町にコミッショナー事務局を置いた。
同年5月白井義男が日本初の世界チャンピオンになった舞台裏工作に力を尽くす。
1974年（昭和49年）、母校の明治大学理事となる。

## ボクシングコミッション事務局長として
菊池は強靭な精神力を持ち、契約、健康管理の書類を完備するなど事務能力に長けており、契約書をファイリングし、選手の戦績表や健康カードをナンバー制にして後のデジタルデータ化の礎石を築いた。「公報」に具体的な試合経過などを盛り込み、カラー写真を掲載するなどして充実させ、業界関係者やマスメディアにも販売した。また、調停が得意で、利害の対立から関係業者の攻撃を受けても決して相手を憎まず、一度友好関係を結んだ相手を裏切ることは絶対にしなかった。